# Duiventil (Amsterdamse Bos)

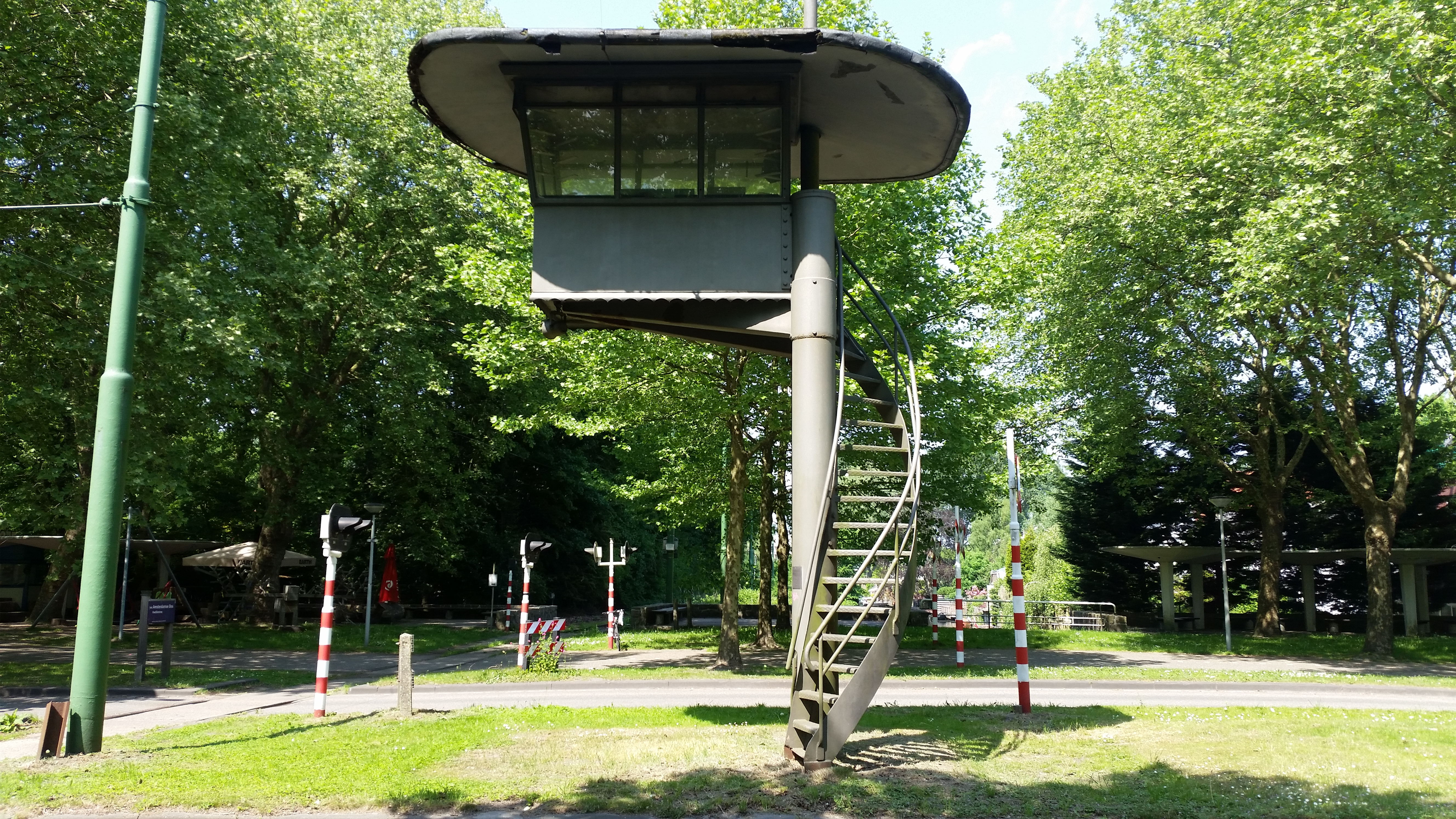
Duiventil aan de Van Nijenrodeweg, links het spoor van de Elektrische Museumtramlijn Amsterdam; mei 2018.

De Duiventil is een bouwwerk in Amsterdam uit 1949, oorspronkelijk opgebouwd op het Muntplein, in 1992 herplaatst op de Van Nijenrodeweg bij het Amsterdamse Bos.
Duiventil is oorspronkelijk de bijnaam, later algemeen bekende aanduiding geworden, van een tweetal hooggelegen bouwwerken die vroeger in Amsterdam-Centrum stonden maar, naar verlies van hun oorspronkelijke functie, in Amsterdam-Zuid herplaatst zijn. De bijnaam Duiventil voor beide "huisjes" is ontstaan door de gelijkenis met een (traditionele) duiventil. Dit artikel gaat over de Duiventil van het Muntplein, herplaatst naar de Van Nijenrodeweg.
Op het Muntplein verscheen eind 1949 een gebouwtje ontworpen door Piet Kramer, werkzaam bij de Dienst der Publieke Werken. Het metalen "huisje" met een paddenstoelvormig dak hing aan een metalen poot met vanuit het huisje van boven goed zicht op de verkeerssituatie. Het huisje was vanaf het plein toegankelijk met een wenteltrap naar boven. Vanuit dit huisje werden door de verkeerspolitie de verkeerslichten op dit ingewikkelde kruispunt bediend.
In de jaren zeventig werd het huisje overbodig omdat de verkeerslichten toen vanaf een centrale plaats konden worden geregeld. In de jaren tachtig werd het huisje daar dan ook verwijderd.
In 1992 werd het als monumentaal bouwwerk herplaatst naar een plek naast de Museumtramlijn bij de hoofdingang van het Amsterdamse Bos. Het staat naast de Jacob Heinenbrug (brug 503, over de Hoornsloot), in de middenberm van de Van Nijenrodeweg.